# Phil Bryant

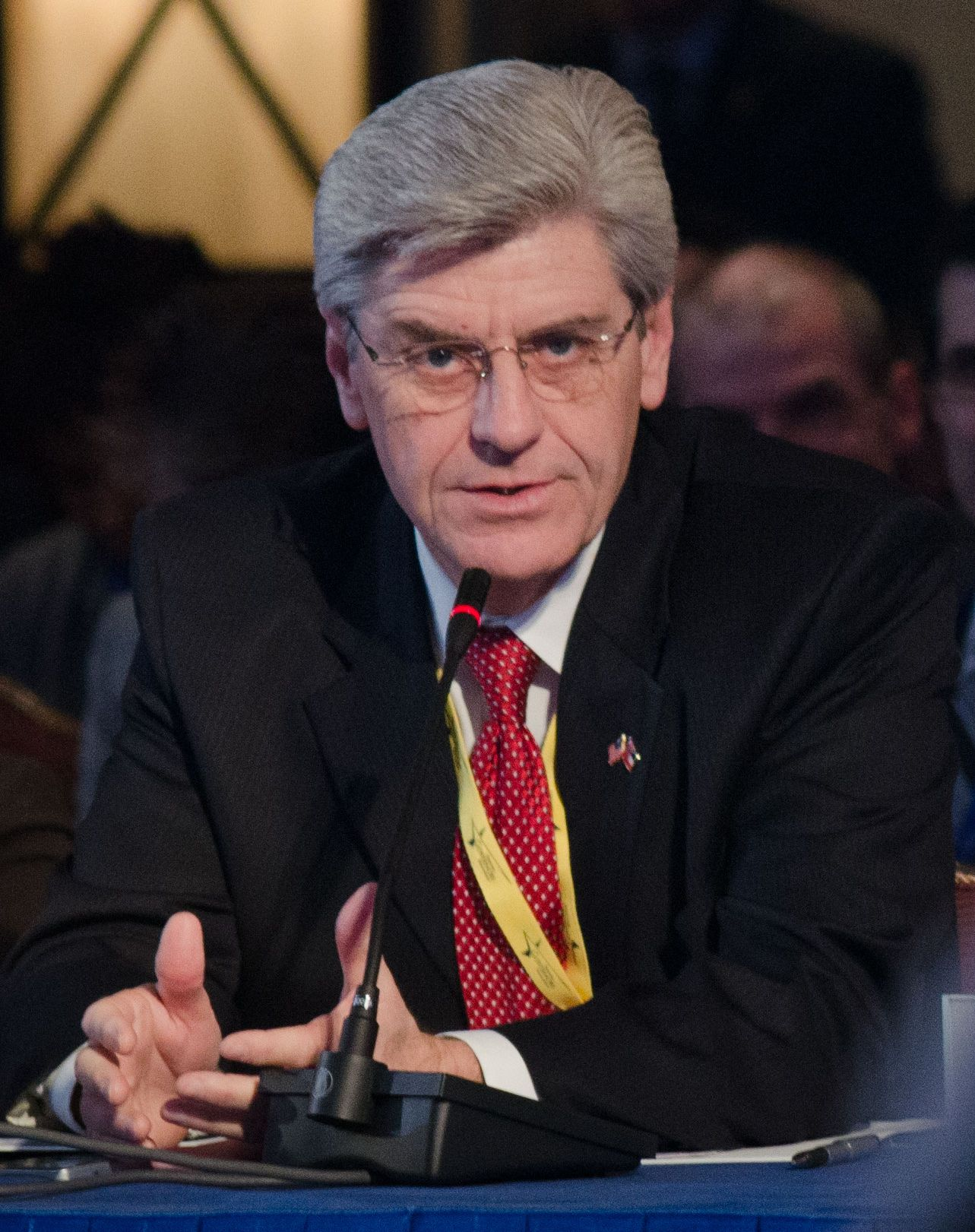
Phil Bryant (Februar 2012)

Dewey Phillip „Phil“ Bryant (* 9. Dezember 1954 in Moorhead, Mississippi) ist ein US-amerikanischer Politiker der Republikanischen Partei. Bryant, ab 2008 Vizegouverneur Haley Barbours, war von 2012 bis 2020 der 64. Gouverneur des Bundesstaates Mississippi.

## Leben

### Werdegang
Phil Bryant wuchs mit seinen beiden Brüdern in einfachen Verhältnissen heran; sein Vater verdiente als Mechaniker von Dieselmotoren den Lebensunterhalt der Familie, seine Mutter war Hausfrau. Bryant verbrachte die früheste Kindheit in Moorhead, ehe seine Familie in die Hauptstadt von Mississippi, Jackson, zog. Um sich sein späteres Studium finanzieren zu können, arbeitete Bryant als Jugendlicher in der Fabrik eines Reifenherstellers für Kraftfahrzeuge. In Jackson lernte Bryant auch seine spätere Frau Deborah kennen. Mit ihr bekam er zwei Kinder.
Mit Hilfe eines Stipendiums erwarb er seinen Abschluss am Community College des Hinds County, ehe er sich an der University of Southern Mississippi einschrieb. Hier erlangte er 1977 seinen Master in Rechtswissenschaften. Danach fand er Arbeit als Justizvollzugsbeamter im Bezirksgefängnis von Hinds County und wurde noch im selben Jahr zum Deputy Sheriff gewählt. Nach vier Jahren, als Vize-Sheriff, wurde Bryant 1981 Beamter im Finanzministerium von Mississippi und war als Versicherungsvermittler dafür zuständig, Versicherungsbetrug zu ermitteln und zur Anzeige zu bringen. Er war 10 Jahre in diesem Job tätig.

### Politische Karriere
Bryants Entschluss, in die Politik zu gehen, wurde nach einem Treffen Mitte der 1980er Jahre mit dem damals amtierenden US-Präsidenten Ronald Reagan im Weißen Haus in Washington, D.C. bestärkt. 1991 wurde Bryant für die Republikanische Partei ins Repräsentantenhaus von Mississippi gewählt. Nach fünf Jahren als Abgeordneter ernannte ihn der republikanische Gouverneur Kirk Fordice 1996 zum Rechnungsprüfer (State Auditor) des Staates Mississippi, ein Amt, welches Bryant zwölf Jahre lang, auch unter dem Demokraten Ronnie Musgrove, bis 2008 ausübte. In diesem Zeitraum gelang es ihm, 12 Millionen US-Dollar an Einsparungen für seinen Bundesstaat zu erzielen.
Im Jahr 2007 wählte Gouverneur Haley Barbour Bryant zu seinem Running Mate, zu seinem Kandidaten für das Amt des Vizegouverneurs von Mississippi. Mit rund 58 Prozent der Stimmen wurde Barbour als Gouverneur bestätigt, Bryant nahm das Amt des Lieutenant Governor ein. 2011 stellte sich Bryant selbst der Wahl für das Gouverneursamt. Mit 61 Prozent der Stimmen setzte er sich gegen seinen demokratischen Herausforderer, Johnny DuPree, seit 2001 Bürgermeister von Hattiesburg, durch. Bryants Vizegouverneur ist Tate Reeves. Bei der Wahl 2015 wurde Bryant für eine zweite Amtszeit gewählt. Wegen Amtszeitbegrenzung konnte er bei der Wahl 2019 nicht wieder antreten; sein Amt endete im Januar 2020, welches sein Vizegouverneur Tate Reeves übernahm.

## Positionen
2015 weigerte sich Phil Bryant eine Gesetzesinitiative zu unterstützen, die zum Ziel hatte, die Flagge Mississippis so zu ändern, dass die Kriegsflagge der Konföderierten aus ihr entfernt würde. Der Sprecher des Mississippi-Parlaments Philip Gunn setzte sich dafür ein, dass die Flagge alle Einwohner Mississippis repräsentieren solle. Phil Bryant schloss sich dieser Position nicht an und im Februar 2016, erklärte er den April zum Confederate Heritage Month.
Im März 2016 empfahl Bryant, Ted Cruz als Präsidenten der USA zu wählen.
Im April 2016 unterschrieb er ein Gesetz, nach dem Kirchen und Privatfirmen im US-Bundesstaat Mississippi in Zukunft Homosexuellen Dienstleistungen verweigern dürfen.
Bryant gilt als Befürworter der Todesstrafe. Unter ihm als Gouverneur wurden 2012 sechs Menschen in Mississippi hingerichtet. Das entspricht etwa 28 % aller Hinrichtungen (21 bis Januar 2016) in Mississippi.